# Dayton Rens 1948-1949
La stagione 1948-49 dei Dayton Rens fu l'unica nella NBL per la franchigia.
I Dayton Rens sostituirono i Detroit Vagabond Kings che lasciarono la lega il 17 dicembre 1948 con un record di 2-17. I Rens ereditarono il record e si classificarono al quarto posto della Eastern Division con un record complessivo di 16-43, non qualificandosi per i play-off.

## Roster
| N° | Naz.                   | Ruolo | Sportivo         | Anno | Alt. | Peso |
| -- | ---------------------- | ----- | ---------------- | ---- | ---- | ---- |
|    | Stati Uniti (bandiera) | GA    | Pop Gates        | 1917 | 188  | 89   |
|    | Stati Uniti (bandiera) | AC    | George Crowe     | 1921 | 188  | 93   |
|    | Stati Uniti (bandiera) | AC    | James Usry       | 1922 | 193  | 102  |
|    | Stati Uniti (bandiera) | G     | Sonny Wood       | 1922 | 180  | 88   |
|    | Stati Uniti (bandiera) | G     | Tom Sealy        | 1921 | 185  | 86   |
|    | Stati Uniti (bandiera) | AC    | Hank DeZonie     | 1922 | 196  | 98   |
|    | Stati Uniti (bandiera) | C     | Wee Willie Smith | 1911 | 196  | 104  |
|    | Stati Uniti (bandiera) | G     | John Isaacs      | 1915 | 191  | 86   |
|    | Stati Uniti (bandiera) | AC    | Rookie Brown     | 1925 | 193  | 86   |
|    | Stati Uniti (bandiera) | AC    | Longie Powell    | 1919 | 193  |      |
|    | Stati Uniti (bandiera) | GA    | Red Pryor        | 1926 | 191  | 82   |
|    | Stati Uniti (bandiera) | AC    | Dolly King       | 1916 | 193  | 98   |
|    | Stati Uniti (bandiera) | G     | Vic Krafft       | 1919 | 191  | 88   |
|    | Stati Uniti (bandiera) | AC    | Len Ford         | 1926 | 193  | 104  |
|    | Stati Uniti (bandiera) | C     | Bill Farrow      | 1918 | 193  | 90   |
|    | Stati Uniti (bandiera) | A     | Eddie Wollen     | 1909 |      |      |

## Staff tecnico
- Allenatore: Pop Gates